# Сосновка (Альметьевский район)
 Сосновка  — поселок в Альметьевском районе Татарстана. Входит в состав Новоникольского сельского поселения.

## География
Находится в юго-восточной части Татарстана на расстоянии приблизительно 13 км по прямой на север от районного центра города Альметьевск у речки Лесной Зай.

## История
Основан в 1926 году переселенцами из села Новоникольск.

## Население
Постоянных жителей было: в 1926—267, в 1949—222, в 1958—185, в 1970—203, в 1979—158, в 1989 — 98, в 2002 — 84 (русские 79 %), 121 в 2010.